# Alexander Payne
Constantine Alexander Payne (Omaha, 10 de fevereiro de 1961) é um cineasta e roteirista americano de ascendência grega.
Seus filmes são conhecidos pelo senso de humor ácido  e representações satíricas da sociedade americana contemporânea. Seus filmes também tratam de adultério e relacionamentos. Payne faz algumas cenas em locais históricos e museus, e costuma usar pessoas comuns para papéis menos relevantes (policiais reais atuam como policiais). Ele também incorpora monólogos no telefone como um recurso dramático.
Payne geralmente escreve roteiros em parceria com Jim Taylor.

## Filmografia
2017 - Downsizing
2013 - Nebraska
2011 - Os descendentes (The Descendants)
2006 - Paris, eu te amo (Paris, je t'aime)
2004 - Sideways - Entre umas e outras (Sideways)
2002 - As confissões de Schmidt (About Schmidt)
1999 - Eleição (Election)
1996 - Ruth em questão (Citizen Ruth)
1992 - Inside out (episódio "My secret moments")
1991 - Passion of Martin, The (média-metragem)

## Prémios e Nomeações
- Recebeu três nomeações ao Óscar de Melhor Realizador, por "Sideways" (2004), "The Descendants" (2011) e "Nebraska" (2013).
- Recebeu 3 nomeações ao Óscar de Melhor Argumento Adaptado, por "Election" (1999) e "Sideways" (2004) e "The Descendants" (2011). Ganhou por "Sideways" e "The Descendants".
- Recebeu 2 nomeações ao Globo de Ouro de Melhor Realizador, por "As Confissões de Schmidt" (2002) e "Sideways" (2004).
- Ganhou 2  Globo de Ouro de Melhor Argumento, por "About Schmidt" (2002) e "Sideways" (2004).
- Ganhou 2 prémios do Independent Spirit Awards de Melhor Realizador, por "Election" (1999) e "Sideways" (2004).
- Ganhou 2 prémios do Independent Spirit Awards de Melhor Argumento, por "Election" (1999) e "Sideways" (2004).